# دارلرفین
دارلرفین (به هلندی: Daarlerveen) یک منطقهٔ مسکونی در هلند است که در هلن‌دورن واقع شده‌است.